# Kébémer (Département)

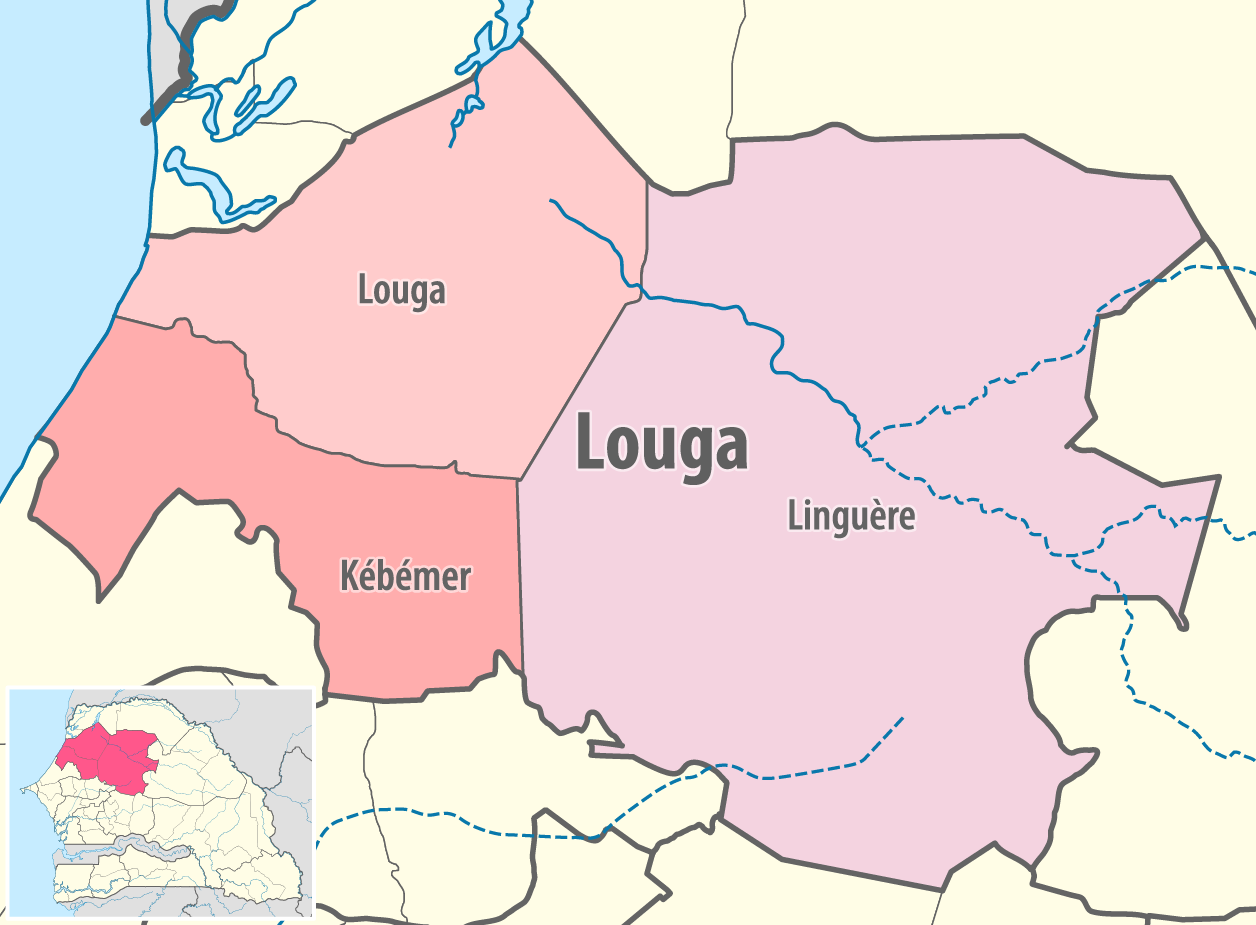
Département Kébémer in der Region Louga

Das Département Kébémer mit der Hauptstadt Kébémer ist eines von 45 Départements, in die der Senegal, und eines von drei Départements, in die die Region Louga gegliedert ist. Es liegt als Küstendépartement im Nordwesten des Senegal an der Grande-Côte.
Das Département hat eine Fläche von 3823 km² und gliedert sich wie folgt in Arrondissements, Kommunen (Communes) und Landgemeinden (Communautés rurales):
| Commune / Arrondissement | Communauté rurale   | Einwohner 2013 |
| Kébémer                  | —                   | 19.902         |
| Guéoul                   | —                   | 8.003          |
| Darou Mousty             | Darou Marnane       | 11.883         |
| Darou Mousty             | Darou Mousty        | 38.183         |
| Darou Mousty             | Mbadiane            | 8.907          |
| Darou Mousty             | Ndoyène             | 5.741          |
| Darou Mousty             | Sam Yabal           | 5.663          |
| Darou Mousty             | Touba Mérina        | 7.065          |
| Darou Mousty             | Mbacké Cajor (2009) | 5.434          |
| Ndande                   | Bandègne Ouolof     | 15.859         |
| Ndande                   | Diokoul Diawrigne   | 15.854         |
| Ndande                   | Kab Gaye            | 11.272         |
| Ndande                   | Ndande              | 23.983         |
| Ndande                   | Thieppe             | 14.956         |
| Sagatta Gueth            | Kanène Ndiop        | 9.318          |
| Sagatta Gueth            | Loro                | 8.236          |
| Sagatta Gueth            | Sagatta Gueth       | 14.986         |
| Sagatta Gueth            | Thiolom Fall        | 24.199         |
| Sagatta Gueth            | Ngourane Ouolof     | 9.642          |
| Département              | —                   | 259.083        |